# 蛇の舌グリマ
蛇の舌（Wormtongue）と呼ばれるグリマ（Gríma、グリーマ）は、 J・R・R・トールキンのファンタジー小説『指輪物語』に登場する架空の人物。第二部「二つの塔」と第三部「王の帰還」に登場するほか、『終わらざりし物語』において物語上の役割が拡張されている。「二つの塔」での初登場時、グリマはローハンのセオデン王の相談役であり、密かに魔法使いサルマンの手下でもある。 
何人かの心理学者は、グリマを佞言者の典型とみなす。トールキン研究者は、トールキンはグリマをベーオウルフ叙事詩の信頼しがたい人物ウンフェルスに基づくキャラクターとして作り上げたと考えている。彼はすでにローハンを支配しているかのように振る舞うなど僭越で、ガンダルフが正しく言い当てるように、富貴を得てエオウィンと結婚する欲望を抱いていることで色欲を体現している。
名前Grímaは、古英語あるいはアイスランド語で「仮面」、「兜」、「幽霊（妖怪）」を意味する。

## 登場

### 二つの塔
ガルモドの息子グリマは、当初はローハンの忠実な臣下だったが、やがてサルマンと手を組み、セオデン王の相談役として、嘘と巧言によってセオデンとローハンの力を弱めようとした。
トールキンは彼を「賢人めいた青白い顔に瞼の重たくかぶさる目をした、しなびた男」、そして「色の薄い長い舌」と描写する。王都エドラスではグリマは広く嫌われており、セオデンを除いて、みなが彼を「蛇の舌（Wormtongue）」と呼んでいた。古英語wyrmは毒蛇（serpent）、ヘビ（snake）、ドラゴン（dragon）を意味するが、ガンダルフは繰り返しグリマを蛇（長虫）に例えている。
ガルモドの息子、グリマよ。賢者とは、自分の知りぬいたことだけを話すものよ。きさまは愚かな長虫になり果てたのう。ならば口をつぐみ、その蛇の舌を歯の後ろにひっこめておるがよい。わしは雷が落ちるまで下僕如きと不実な言葉をやりとりしようがために、火と黄泉をくぐり抜けて来たのではないわ。—J・R・R・トールキン、瀬田貞二・田中明子訳, 新版『指輪物語』「二つの塔 上」
見られよ、セオデン殿、ここに蛇がおりますぞ！ （中略） 斬って捨てるが当然でしょう。じゃが、こやつも元来こうであったわけではない。かつては人間であったこともあり、この者なりに殿にご奉公をしたこともある。—J・R・R・トールキン、瀬田貞二・田中明子訳, 新版『指輪物語』「二つの塔 上」
サルマンは、グリマの仕事に対する褒美として、王の姪エオウィンを与えると約束した。彼女の兄エオメルは、グリマを「その瞼の下からかの婦人を見守り、絶えずその足元につきまとって」いたことで告発している。しかし白のガンダルフとその仲間がエドラスの王宮メドゥセルド（黄金館）に現れ、相談役に思い込まされていたほど自分が衰えてはいないとセオデンに気づかせたため、グリマの企みは失敗に終わった。セオデンが更生すると、グリマの櫃から、王の愛剣ヘルグリムや「みんなが失くしたと申したてました物がほかにもいろいろ」発見された。セオデンはアイゼンの浅瀬でサルマンの軍勢と戦うことを決め、グリマは王に従って参陣し忠誠を示すか、それともローハンを去るかを選ばされることとなった。 彼は後者を選び、サルマンのいるアイゼンガルドのオルサンクへと逃げ去った。その後、エントに敗れたサルマンがガンダルフと対面した際、グリマは、ロヒアリムに同行してきたガンダルフか、あるいはもしかするとサルマンを狙ってオルサンクのパランティーアを投げ落としてしまい、パランティーアがペレグリン・トゥックに回収されることを許す結果となった。

### 王の帰還
指輪戦争ののち、グリマはホビット庄に向かったサルマンにも同伴した。サルマンは、オルサンクでの敗北への復讐心からホビット庄に小さな専制政治を布く。この間、サルマンはグリマを「蛇」とまで短縮して呼んでいた。サルマンがホビットの反乱に敗れてホビット庄を立ち去るように言われたとき、フロド・バギンズはグリマにこれ以上サルマンについていくには及ばないと呼びかけ、食物と休息さえ提供しようとした。対するサルマンは、グリマがフロドの親戚であるロソ・サックビル＝バギンズを殺しおそらくは食べてしまったことを暴露し、すぐにグリマはサルマンを殺害するが、ホビットの射手に射殺される最期を遂げた。

### 終わらざりし物語
『指輪物語』作中で「二つの塔」で登場するより前にも、グリマは背後で物語に大きく関わっていた可能性がある。『終わらざりし物語』に収録されたトールキンの遺稿のひとつでは、グリマがガンダルフのエドラスへの訪問をサルマンに知らせるべくアイゼンガルドに向かう途上、ローハン平原で指輪の幽鬼に捕らえられたと記述されている。彼は指輪の幽鬼に、サルマンの企みについての自分の知識、特にホビット庄に対する関心と場所を暴露した。グリマは解放され、指輪の幽鬼はすぐにホビット庄に向かった。ただし、遺稿の別のバージョンでは、この役割は、フロドたちがブリー村で遭遇する「いやな目つきの南から来た男」に与えられている。またトールキンは、グリマがセオデンに「遅効性の毒」を与え、彼を年齢より早く老化させた可能性を示唆する。

## 解釈
心理学者のデボラ・マーカーとマーク・パーカーは、グリマは典型的な佞臣、おべっか使い、虚言者、そしてマインド・コントロールの操作者としての役割を果たしているとする。
トールキン研究者は、メドゥセルドにおけるガンダルフとグリマの場面は古英語のベーオウルフ叙事詩に対応したもので、ヘオロットでの英雄ベーオウルフのウンフェルスへの振る舞いについての叙述、すなわちフロースガル王の「不正確な」代弁者であるウンフェルスが、グリマがガンダルフにされたのと同様、ベーオウルフにより徹底的に信用を失墜させられた場面がベースになっていると注解している。
評論家ジョージ・クラークは、グリマの態度は、「彼がすでに（ローハンの）王位にあるかのように」振る舞う、僭越の一例であると表現する。クラークは、リチャード・パーティルが提唱した、トールキンは意図的に自身の生み出したキャラクターに七つの大罪を体現させている、という論を付注している。彼はトールキンの手紙のひとつからこの作用を引用した――「現実世界における良き道徳を奨励するために、なじみのないかたちでそれを例示するという古い技巧によって“それを強く自覚させようとする”傾向があるかもしれない」。クラークによれば、ドワーフは強欲を、人間は傲慢を、エルフは嫉妬を、エントは怠惰を、ホビットは暴食を、オークは憤怒を、そしてグリマは色欲を示している。この色欲について、クラークが記すところによれば、ガンダルフによって正しく言い当てられたように、彼はメドゥセルドの財宝の分け前を得ようとし、さらに「グリマが長く好色な目とみだらな視線を向けていた相手」であり、まさに「足元につきまとって」いたエオウィンに結婚を申し込みたがっていた。

## メディア展開において
ラルフ・バクシ監督の1978年のアニメーション映画『指輪物語』では、グリマはマイケル・ディーコンが声を演じた。
ピーター・ジャクソン監督による映画「ロード・オブ・ザ・リング」三部作では、グリマはブラッド・ドゥーリフによって演じられ、ガーディアン紙では「不安をかきたてる存在感」、インデペンデント紙では「主君をより堕落させようとする哀れっぽい側近」と評された。ドゥーリフによれば、ジャクソンは観客が意識下で直接キャラクターへの不快感を感じられるようにするため、彼に眉毛を剃ることを求めた。
サルマンとグリマがともに死ぬ「ホビット庄の掃蕩」のエピソードはこの映画では省略され、両者の死の場面はより早い「サルマンの声」の場面へと移された。当該のシーンは、「ロード・オブ・ザ・リング/王の帰還」のエクステンデッド・エディションで観ることができる。